# Ley del Estado-nación
Ley fundamental: Israel como el Estado-nación del pueblo judío (en hebreo: חוֹק יְסוֹד: יִשְׂרָאֵל — מְדִינַת הַלְּאוֹם שֶׁל הָעַם הַיְּהוּדִי), es el nombre oficial de una ley fundamental israelí, conocida como Ley del Estado-nación (חוֹק הַלְּאוֹם) o Ley de Nacionalidad, la cual especifica la naturaleza del Estado de Israel como el Estado-nación del pueblo judío. La Ley fue adoptada por el Knesset (parlamento israelí) el 19 de julio de 2018 con 62 votos a favor, 55 en contra y 2 abstenciones. La Ley es en gran parte simbólica y declarativa. A pesar de ello, fue criticada internacionalmente, incluso por parte de varias organizaciones prominentes judío-estadounidenses.

## Contenido de la ley
La Ley Fundamental comprende 11 cláusulas:
1. Principios básicos
  - La Tierra de Israel es la patria histórica del pueblo judío, en la que se estableció el Estado de Israel.
  - El Estado de Israel es el hogar nacional del pueblo judío, en el cual se cumple con su derecho natural, cultural, religioso e histórico a la autodeterminación.
  - El derecho a ejercer la autodeterminación nacional en el Estado de Israel es exclusivo del pueblo judío.
2. Símbolos del Estado
  - El nombre del Estado es "Israel".
  - La bandera del Estado es blanca, con dos franjas azules cerca de los bordes y una estrella de David azul en el centro.
  - El emblema del Estado es una menorá de siete brazos con hojas de olivo en ambos lados y la palabra "Israel" debajo.
  - El himno del Estado es "Hatikvah".
  - Los detalles sobre los símbolos estatales serán determinados por la ley.
3. Capital del Estado: Jerusalén, completa y unida, es la capital de Israel.
4. Idioma
  - El idioma del Estado es el hebreo.
  - El idioma árabe tiene un estatus especial en el Estado. La regulación del uso del árabe en las instituciones estatales o por parte de ellos se establecerá por ley.
  - Esta cláusula no perjudica el estado otorgado al idioma árabe antes de que esta ley entrara en vigencia.
5. Regreso de los exiliados: El Estado estará abierto para la inmigración judía y el retorno de exiliados.
6. Conexión con el pueblo judío
  - El Estado se esforzará por garantizar la seguridad de los miembros del pueblo judío y de sus ciudadanos en problemas o en cautiverio debido al hecho de ser judíos o de su ciudadanía.
  - El Estado actuará dentro de la diáspora para fortalecer la afinidad entre el Estado y los miembros del pueblo judío.
  - El Estado actuará para preservar la herencia cultural, histórica y religiosa del pueblo judío entre los judíos de la diáspora.
7. Asentamiento judío: El Estado ve el desarrollo del asentamiento judío como un valor nacional y actuará para alentar y promover su establecimiento y consolidación.
8. Calendario oficial: El calendario hebreo es el calendario oficial del Estado y, junto con él, el calendario gregoriano se utilizará como calendario oficial. El uso del calendario hebreo y el calendario gregoriano estará determinado por la ley.
9. Día de la Independencia y días conmemorativos
  - El Día de la Independencia es la fiesta nacional oficial del Estado.
  - El Día de los Caídos en las Guerras de Israel y el Día del Recuerdo del Holocausto son días conmemorativos oficiales del Estado.
10. Días de descanso y sábado: El sábado y las fiestas de Israel son los días establecidos de descanso en el Estado. Los no judíos tienen derecho a mantener días de descanso en sus sábados y festivales. Los detalles de este problema serán determinados por la ley.
11. Inmutabilidad: Esta Ley Básica no se modificará, salvo por otra Ley Básica aprobada por la mayoría de los miembros del Knesset.

## Controversia
La controversia ha rodeado la ley desde que se propuso por primera vez en 2011. Un editorial del periódico Haaretz afirmó que la medida causaría graves daños a la democracia de Israel y los derechos de sus minorías. Una serie de prominentes figuras políticas y académicas israelíes, especialmente de la izquierda del espectro político, como el profesor Amnon Rubinstein, también fueron críticas.
La propuesta ha sido criticada incluso por personas afiliadas a la derecha israelí, como el ministro y parlamentario del Likud Benny Begin. Los críticos han argumentado que la ley propuesta plantea preguntas difíciles sobre la definición de Israel como un Estado judío y democrático, y puede alterar el delicado equilibrio entre el carácter judío del Estado y el carácter democrático del Estado.
El primer ministro de Israel, Benjamin Netanyahu, defendió ardientemente su borrador del proyecto de ley del Estado-nación el 26 de noviembre de 2014. Netanyahu declaró que Israel era "el Estado-nación del pueblo judío, y solo el pueblo judío". También aclaró: "Quiero un Estado de una nación: el Estado-nación judío, que incluye a los no judíos con los mismos derechos". Siendo la tierra del pueblo judío, el primer ministro opina que Israel tiene derecho a principios que combinen la nación y el Estado del pueblo judío y otorguen "igualdad de derechos para todos sus ciudadanos, sin discriminación contra la religión, raza o sexo".
El Dr. Aviad Bakshi publicó un artículo en el que afirmó que en la práctica, el árabe no es el idioma oficial en Israel hoy en día, y por lo tanto, el argumento de que la propuesta dañaría el estado del idioma árabe no es válido.
La parlamentaria israelí Einat Wilf publicó un artículo que respalda la propuesta que argumenta las ventajas como una propuesta "correcta y equilibrada" porque el Estado de Israel se estableció con un solo propósito, y ese es ser el hogar nacional del pueblo judío. Esta es la esencia y la razón de ser.
El investigador principal del Foro de Políticas de Kohelet, profesor Eugene Kontorovich, publicó un artículo sobre la legitimidad del proyecto de ley del Estado-nación de Israel en el que compara la propuesta del proyecto de ley con la de otros Estados de la Unión Europea y declara que el proyecto de ley de Israel no tiene "nada racista, ni siquiera inusual, sobre tener un carácter nacional o religioso reflejado en compromisos constitucionales". El profesor Kontorovich demuestra que "Siete Estados de la UE tienen disposiciones constitucionales de 'nacionalidad', que generalmente hablan del estado como el hogar nacional y el lugar de autodeterminación para el grupo étnico mayoritario del país". Con ese fin, reflexiona: "Es difícil entender por qué lo que funciona para ellos debería ser tan ampliamente denunciado cuando se trata de Israel".
En la respuesta planteada por el parlamentario Benjamin Ben-Eliezer y varios otros políticos con respecto a la declaración del idioma hebreo como el único idioma oficial del Estado, Dichter declaró que la ley consagra la situación existente. Los idiomas oficiales de Israel fueron definidos por los británicos en 1922. En aquel entonces, los idiomas oficiales eran inglés, árabe y hebreo. Las sentencias judiciales tratan constantemente con el estado permanente del idioma: el idioma hebreo se define como un idioma con un estatus más alto que el idioma árabe, y como el idioma oficial del Estado. El árabe, por otro lado, sufre una constante confusión sobre su estado y falta de claridad acerca de su accesibilidad a los hablantes nativos del idioma. Según la propuesta de ley, el idioma árabe recibiría un estado especial que requeriría que el Estado permita la accesibilidad a todos los hablantes nativos del idioma.
En una carta abierta, Reuven Rivlin, presidente de Israel, expresó su preocupación por un borrador anterior de la legislación, diciendo que "podría dañar al pueblo judío en todo el mundo y en Israel, e incluso podría ser utilizado como arma por nuestros enemigos". Para registrar su descontento con la ley, Rivlin, cumpliendo su deber como presidente de firmar todas las leyes aprobadas por el Knesset, firmó su nombre en árabe.
El miembro del Knesset Avi Dichter, el patrocinador de la ley, declaró: "Estamos consagrando este importante proyecto de ley en una ley hoy para evitar incluso el más mínimo pensamiento, y mucho menos intentar, transformar a Israel en un país de todos sus ciudadanos". Respondiendo a los legisladores árabes que se opusieron a la ley básica propuesta, dijo que "lo máximo que pueden hacer es vivir entre nosotros como una minoría nacional que disfruta de los mismos derechos individuales, pero no la igualdad como minoría nacional".
En una entrevista con Haaretz, el ministro de Turismo Yariv Levin, quien supervisó la aprobación de la ley, dijo que "a través de la ley, podemos evitar la reunificación familiar [de ciudadanos israelíes y palestinos] no solo por motivos de seguridad, sino también motivados para mantener el carácter del país como la patria nacional del pueblo judío". También insistió en rechazar la inclusión de la igualdad en la legislación para evitar socavar la Ley del Retorno.

## Reacciones

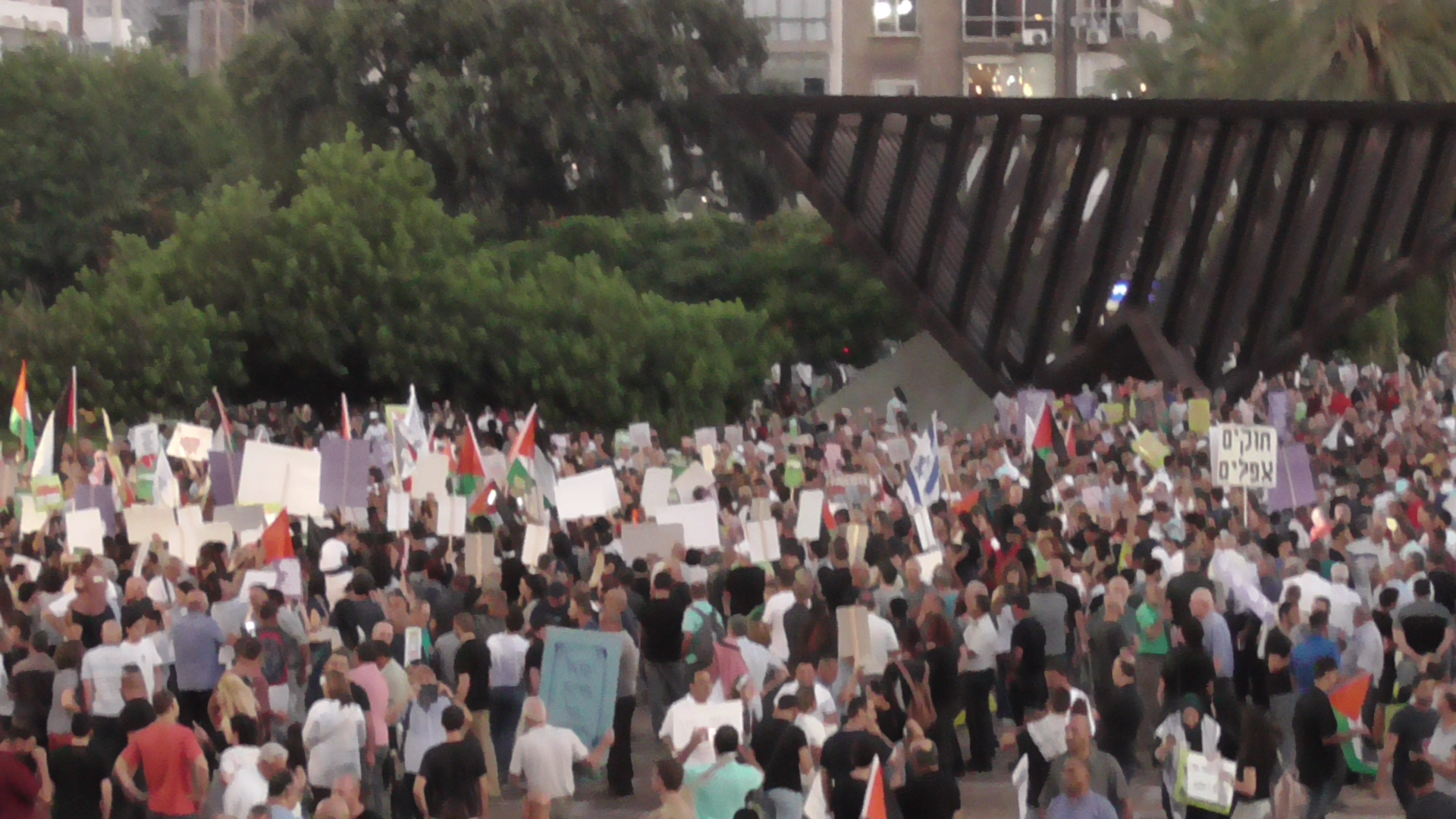
Los árabes israelíes y sus partidarios se manifiestan con banderas palestinas contra la ley en Tel Aviv, 11 de agosto de 2018

El juez israelí retirado Aharon Barak dijo que "esta es una ley importante". Barak hizo una distinción entre los derechos nacionales y cívicos: "El reconocimiento de los derechos de las minorías de los ciudadanos árabes de Israel no les otorga un derecho nacional a la libre determinación dentro del Estado de Israel. Son una minoría cuya identidad y cultura deben ser protegidas, pero si quieren realizar su derecho a la autodeterminación nacional, solo pueden hacerlo en un Estado propio, no en Israel". También aceptó el argumento de que el derecho a la igualdad no pertenece a esta ley, pero insistió en que se haga explícito (en lugar de simplemente implícito) en la Ley Fundamental de Dignidad y Libertad Humanas.
El secretario general de la Organización para la Liberación de Palestina, Saeb Erekat, lo describió como una "ley peligrosa y racista" que "legaliza oficialmente el apartheid y define legalmente a Israel como un sistema de apartheid".
Los jefes de la comunidad drusa de Israel hicieron una petición a la Corte Suprema de Israel en protesta contra la ley, y 100 reservistas drusos se quejaron de que, aunque habían luchado en las guerras de Israel por generaciones, el proyecto de ley los relegó a un estado de segunda clase.
La Asamblea de Ordinarios Católicos de Tierra Santa solicitó al gobierno que rescinda la ley.
Algunos centristas e izquierdistas israelíes denuncian la ley como antidemocrática y racista, y afirman que no otorga a todos los ciudadanos los mismos derechos. Se han realizado protestas masivas en Tel Aviv después de la aprobación de la ley, que los críticos calificaron de racista hacia los árabes del país. En particular, muchos árabes estaban enojados por la degradación de la ley del árabe de un idioma oficial a uno con un "estatus especial" ambiguo.
El parlamentario del Likud Benny Begin expresó su preocupación por la dirección de su partido. En su opinión, se está alejando un poco más de los derechos humanos. El Centro Legal Adalah para los Derechos de las Minorías Árabes en Israel dijo que la ley "contiene elementos clave del apartheid", que no solo es inmoral, sino que está absolutamente prohibido por el derecho internacional. El Director de Adalah Hassan Jabareen dijo que la ley convertiría a Israel en un país exclusivamente judío, que "hizo de la discriminación un valor constitucional y su apego a favorecer la supremacía judía fue la razón de sus instituciones".
Shimon Stein y Moshe Zimmermann comentaron que la nueva ley cuestiona la igualdad de los árabes que viven en Israel con respecto a la pérdida del estatus del árabe como idioma oficial, y también afirma que "solo" los asentamientos judíos del país y la inmigración judía se consideran valores fundamentales. Afirmaron que la primera cláusula, que dice: "La tierra de Israel es la patria histórica del pueblo judío, en la que se estableció el Estado de Israel", abre un vacío para la anexión de Cisjordania y un adiós a la solución biestatal y la democracia.
Ayman Odeh, jefe del partido de la Lista Conjunta, condenó la ley, viéndola como "la muerte de la democracia".
La reacción violenta en el extranjero ha demostrado la desaprobación de la ley por parte de grupos judíos, y el Comité Judío Estadounidense declaró que la ley "puso en riesgo el compromiso de los fundadores de Israel de construir un país que sea judío y democrático". Además, Jonathan Greenblatt, presidente de la Liga Anti-Difamación (ADL), dijo: "Si bien hay disposiciones con las que estamos de acuerdo, en particular con respecto a los símbolos estatales como el himno, la bandera y la capital de Jerusalén, así como al reafirmar que el Estado de Israel está abierto a la inmigración judía, nos preocupa el hecho de que la ley, que celebra la naturaleza judía fundamental del Estado, plantea preguntas importantes sobre el compromiso a largo plazo del gobierno con su identidad pluralista y naturaleza democrática".
La Unión Europea expresó su preocupación por la aprobación de la ley y dijo que "complicaría una solución de dos Estados al conflicto israelí-palestino".
El primer ministro israelí Benjamin Netanyahu respondió que los derechos civiles de cada ciudadano israelí están garantizados en una serie de leyes del Knesset, incluida la Ley Básica de Dignidad y Libertad Humanas, pero los derechos nacionales del pueblo judío en Israel no habían sido consagrados por la ley hasta ahora. También señaló que, "durante decenas de años, la oposición nos ha predicado que debemos retirarnos a las líneas de 1967 para asegurar que Israel sea el hogar nacional del pueblo judío, donde habrá una mayoría judía en el país". Entonces, ahora, de repente, cuando legislamos una ley que hace exactamente eso, gritan en la izquierda". Con respecto a las quejas de los ciudadanos drusos, Netanyahu dijo: "En contraste con los comentarios escandalosos de la izquierda que atacan al Estado judío, me conmovieron los sentimientos de nuestros hermanos y hermanas en la comunidad drusa", mientras les aseguraba que "allí no hay nada en esta ley que viole sus derechos como ciudadanos iguales del Estado de Israel". Netanyahu agregó que continuará reuniéndose con los líderes drusos para encontrar soluciones a sus preocupaciones.
Una encuesta realizada por Panel Politics encontró que el 58 % de los judíos israelíes apoya la ley, el 34 % está en contra y el 8 % no tiene opinión (entre 532 respuestas). La encuesta encontró más apoyo entre las personas que se definen como derechistas o centristas, mientras que los izquierdistas tienen más probabilidades de oponerse. Una encuesta, realizada por el Instituto de Democracia Israelí y basada en las respuestas de 600 israelíes, mostró que la mayoría del público, el 59,6 % de los judíos y el 72,5 % de los árabes, creen que la igualdad para todos los ciudadanos israelíes debería haber sido también cubierta por la ley.
En respuesta a la presencia de banderas palestinas durante una protesta contra la ley en Tel Aviv, Netanyahu dijo: "No hay mayor testimonio de la necesidad de esta ley. Continuaremos ondeando la bandera israelí y cantaremos Hatikvah con gran orgullo."